# لوسیا (فیلم)
لوسیا (به تامیلی: Lucia) فیلمی محصول سال ۲۰۱۷ و به کارگردانی پاوان کومار است. در این فیلم بازیگرانی همچون ساتیش نیناسام، سروتی هاریاران، آچیوت کومار و ریشاب شتی ایفای نقش کرده‌اند.